# Ahmetbeşe, Küre
Ahmetbeşe là một xã thuộc huyện Küre, tỉnh Kastamonu, Thổ Nhĩ Kỳ. Dân số thời điểm năm 2008 là 20 người.